# Taxi to the Dark Side
Taxi to the Dark Side (br Um Táxi para a Escuridão) é um filme documentário estadunidense de 2007 que revela as violações constitucionais e de direitos humanos da Convenção de Genebra pelo governo Bush e sua doutrina. Tem por base o homicídio numa prisão afegã de um inocente taxista chamado Dilawar, e procura demonstrar como o governo ianque, com apoio da população do seu país, conseguiu implantar ações que legitimaram a instalação de um sistema que levou à morte cerca de cem prisioneiros. Com duração de 106 minutos, o documentário foi o vencedor em sua categoria, no Oscar 2008.

## Sinopse
| “ | A Suprema Corte determinou que nós temos de agir de acordo com os preceitos da Convenção de Genebra. Segundo o artigo III, não são permitidos ataques à dignidade humana. Ora, isso é muito vago! O que isso significa? | ” |
|   | — George W. Bush, em cena do documentário. |   |

No ano de 2002 o jovem taxista afegão Dilawar consegue comprar um carro novo; a fim de conseguir passageiros, realiza uma pequena viagem onde é contratado por três homens. Na viagem de volta é parado por um grupo de milicianos afegães, aliados dos soldados ianques na Guerra do Afeganistão. Acusados de efetuar ataques às tropas invasoras, são entregues aos soldados e levados para uma das prisões estadunidenses fora do país, esta em Bagram, onde vem a falecer dentro de cinco dias.
Como mais tarde se apurou, os ataques tinham sido feitos pelos próprios milicianos "aliados". Mas mesmo tendo sua captura ocorrido de modo suspeito e apesar de explicar a verdade, Dilawar é submetido a métodos de tortura que incluíam ser algemado no teto, privação de sono, horas sob música alta, humilhações diversas, intimidação com cães e violência física nas pernas - que levaram à sua morte ao final. O caso passou despercido, até que uma repórter, entrevistando a família do morto, teve acesso ao atestado de óbito em que o médico legista consignara a causa mortis como homicídio. Escrito em inglês, os familiares de Dilawar não compreendiam o que estava consignado ali. A investigação então publicada levou à prisão e condenação de alguns soldados que participaram do crime de guerra - mas o documentário procura demonstrar como a cadeia de comando do Exército dos Estados Unidos, a partir do vice-Presidente Dick Cheney, passando pelo gabinete do Procurador-Geral e outras tantas autoridades, construíram um sistema de interpretações falsas da Convenção de Genebra, da Constituição dos Estados Unidos, e foi aplicado na guerra do Iraque e na prisão de Guantánamo, em Cuba.
| “ | "Vamos ter de trabalhar na escuridão, atravessar um tempo de sombras. Muito do que precisa ser feito aqui terá de ser executado em silêncio, sem nenhuma discussão quanto aos métodos disponíveis para nossas agências de inteligências". | ” |
|   | — Dick Cheney, Vice-Presidente dos EUA, em depoimento transposto no filme. |   |

A escuridão de Cheney foi aquela que conduziu o táxi de Dilawar e o mundo durante os oito anos do governo de George Walker Bush.

## Oscar 2008
O documentário foi o vencedor de Melhor documentário na edição 2008 do Óscar. Concorreu com "No End in Sight", "Operation Homecoming - Writing the Wartime Experience", "Sicko" e "War-Dance". O prêmio foi anunciado pelo ator Tom Hanks.

## Lançamento no Brasil
Com censura de 14 anos, o filme foi lançado no Brasil em 23 de janeiro de 2009, pela televisão no Canal Futura, com reprise dois dias após, em versão legendada.